# Barbara Müller-Kageler
Barbara Müller-Kageler (* 30. Juni 1938 in Berlin; † 13. August 2023) war eine deutsche Malerin, Künstlerin und Hochschullehrerin.

## Leben
Barbara Müller-Kageler wurde in Berlin geboren und wuchs dort auf. Sie studierte von 1957 bis 1960 Kunstpädagogik an der Humboldt-Universität zu Berlin und von 1963 bis 1966 Malerei an der Kunsthochschule Berlin-Weißensee. Von 1962 bis 1982 hatte sie eine künstlerische Lehrposition an der Humboldt-Universität zu Berlin inne. Ab 1982 lehrte sie an der Kunsthochschule Berlin-Weißensee, ab 1993 bis zu ihrer Emeritierung 2003 als Professorin.
Barbara Müller-Kageler, eine Malerin der „Berliner Schule“, bewegte sich in ihren Ölgemälden zwischen Figuration, Landschaft und Abstraktion. Ihr großes Thema war auf der inhaltlichen Seite das Meer, auf der formalen die feine Nuancierung der Farbe Grau. Figurengruppen und landschaftliche Elemente ihrer Strandszenen überführte sie in durchdachte Aufbauten aus geometrischen Grundformen.
Barbara Müller-Kageler war von 1967 bis 1990 Mitglied des Verbandes Bildender Künstler der DDR.
Sie war bis zu dessen Tod mit dem Maler und Bühnenbildner Hans-Helmut Müller (1930 – 2009) verheiratet. Der gemeinsame Sohn ist der Maler und Grafiker Felix Müller. Sie lebte und arbeitete bis zu ihrem Tod in Berlin-Adlershof.

## Ausstellungen (Auswahl)

### Beteiligung an zentralen und wichtigen regionalen Ausstellungen in der DDR
- 1972 bis 1988: Dresden, Albertinum, VII. bis X. Kunstausstellung der DDR
- 1973: Frankfurt/Oder, Galerie Junge Kunst („Junge Künstler der DDR“)
- 1975 bis 1989: Berlin, sieben Bezirkskunstausstellungen
- 1975: Berlin, Galerie am Prater („Berliner Grafik II“)
- 1976: Karl-Marx-Stadt, Städtische Museen („Jugend und Jugendobjekte im Sozialismus“)
- 1979: Berlin, Altes Museum („Jugend in der Kunst“)
- 1981: Dresden („25 Jahre NVA“)
- 1983: Berlin, Galerie am Prater („Retrospektive 1973–1983“)
- 1989: Berlin, Akademie-Galerie im Marstall („Bauleute und ihre Werke. Widerspiegelungen in der bildenden Kunst der DDR“)

### Ausstellungen seit der deutschen Wiedervereinigung
- 2001 Malerei. Kunstverein Husum
- 2001 Malerei. Kunstverein zu Rostock[2]
- 2004 müller hoch 3 (mit Felix Müller und Hans-Helmut Müller), Kunst- und Medienzentrum Adlershof, Berlin[3]
- 2009 Begegnungen. Jagdschloss Granitz, Kulturstiftung Rügen[4]
- 2010 Kunstverein Stade
- 2011 Werke aus der Sammlung. Orangerie Putbus, Kulturstiftung Rügen[5]
- 2011 Inselgalerie Berlin[6]
- 2011 Schaffens(t)räume Kunstsammlung Gera[7]
- 2013 Schilfblau und Himmelgrün. Malerei Retrospektive zum 75. Geburtstag Orangerie Putbus, Kulturstiftung Rügen[8][9]
- 2018 Strand und Steine, Kunsthandel Wilfried Karger Berlin zum 80. Geburtstag der Künstlerin[10]
- 2023 Meeresbrise, zusammen mit Ursula Strozynski, Galerie Christine Knauber, Berlin[11]
- 2024 Sommerausstellung – Barbara Müller-Kageler • Ursula Strozynski • Jutta Schölzel, Kunstscheune Barnstorf, 18. Mai bis 28. Juli 2024

## Werke in öffentlichen Sammlungen
- Kunstarchiv Beeskow[12]
- Bauarbeiterlehrling Irene. Staatliche Kunstsammlungen Dresden,[13]
- Sammlung der Kulturstiftung Rügen[5]

## Auszeichnungen
- 1976: Berlinpreis des Magistrats von Groß-Berlin

### Kataloge
- Barbara Müller-Kageler. Ruksaldruck, Berlin 1995.
- Barbara Müller-Kageler. Arbeiten aus den Jahren 1993–2009, artbux Verlag, 2010, ISBN 978-3-942203-01-2.
- Barbara Müller-Kageler. Strandgestalten artbux-Verlag, 2013, ISBN 978-3-942203-03-6.